# Estadio La Independencia
El Estadio La Independencia está ubicado en la Villa Olímpica de la ciudad de Tunja, capital del departamento de Boyacá, Colombia. Tiene aforo para 20 .000 espectadores, este estadio sirve para los partidos como local de los clubes Patriotas de la Primera B y Boyacá Chicó de la Primera A del Fútbol Profesional Colombiano.

## Historia del estadio
Este escenario se empezó a construir durante el gobierno del General Gustavo Rojas Pinilla que fue durante los años de 1953 a 1957 pero recién fue terminado en 1969 e inaugurado en 1970 para partidos aficionados o amistosos con estrellas de la televisión y también con equipos departamentales y nacionales. Fue sede de la final de la Segunda División Aficionada, que en ese momento no otorgaba el ascenso a primera división, en 1984 entre Unión Magdalena y Millonarios B, que se definió por penaltis, donde quedó campeón el equipo de Santa Marta. Luego fue remodelado y ampliado para los Juegos Deportivos Nacionales del año 2000.
Uno de los últimos grandes eventos deportivos que se llevó a cabo en el estadio fue la Gran Final del Torneo Apertura 2008  de la Categoría Primera A, en esta ocasión el equipo 'Ajedrezado' Boyacá Chicó se llevó el título venciendo al América de Cali mediante la definición por penales. En aquella ocasión la gobernación de Boyacá instaló tribunas móviles, las cuales ampliaron la capacidad del estadio de 8500 a 12.000 espectadores, pese a que en un principio iban a ubicarse 20.000 espectadores.

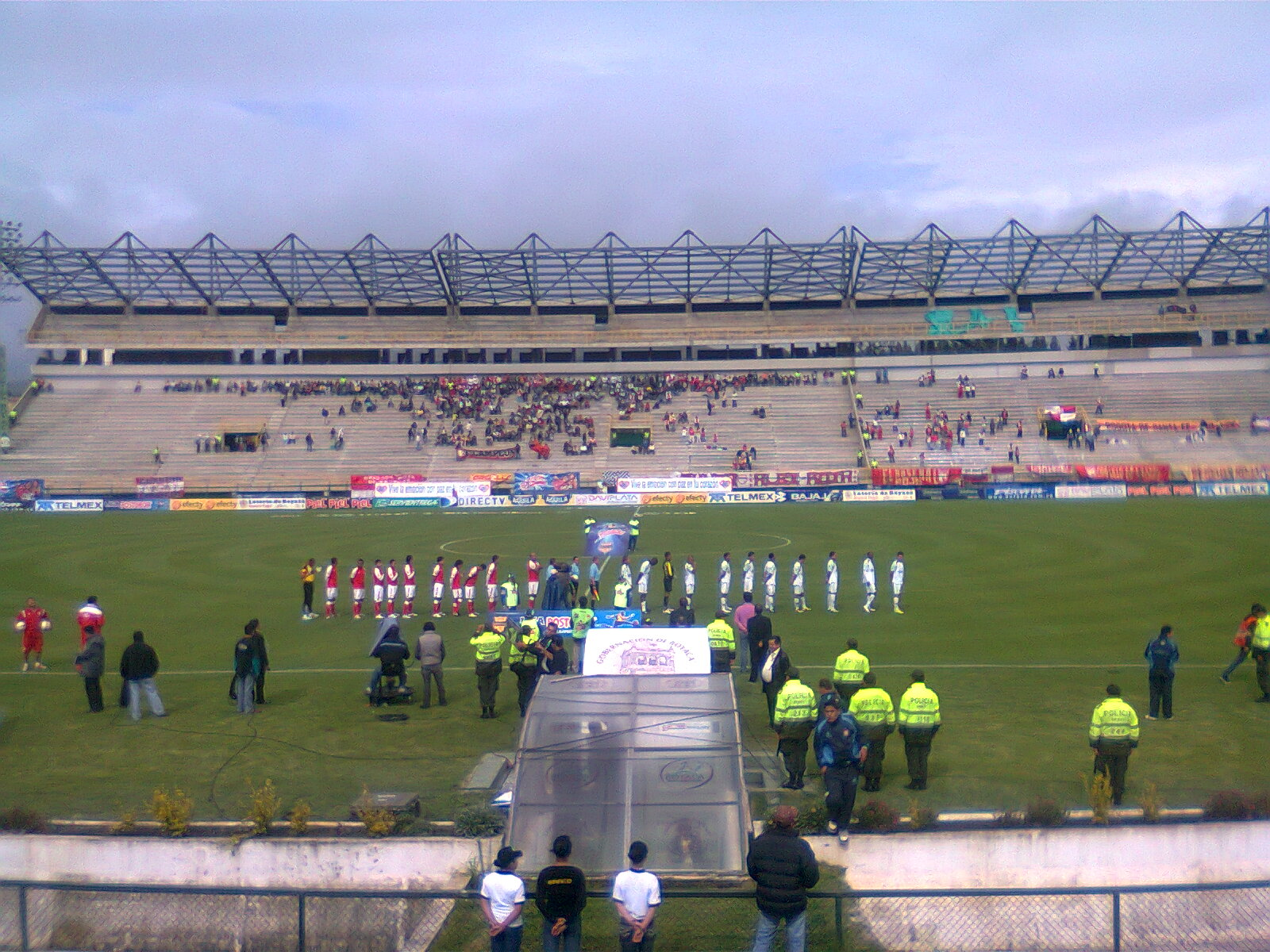
Boyacá Chicó Vs Santa fe ,Torneo Apertura 2011

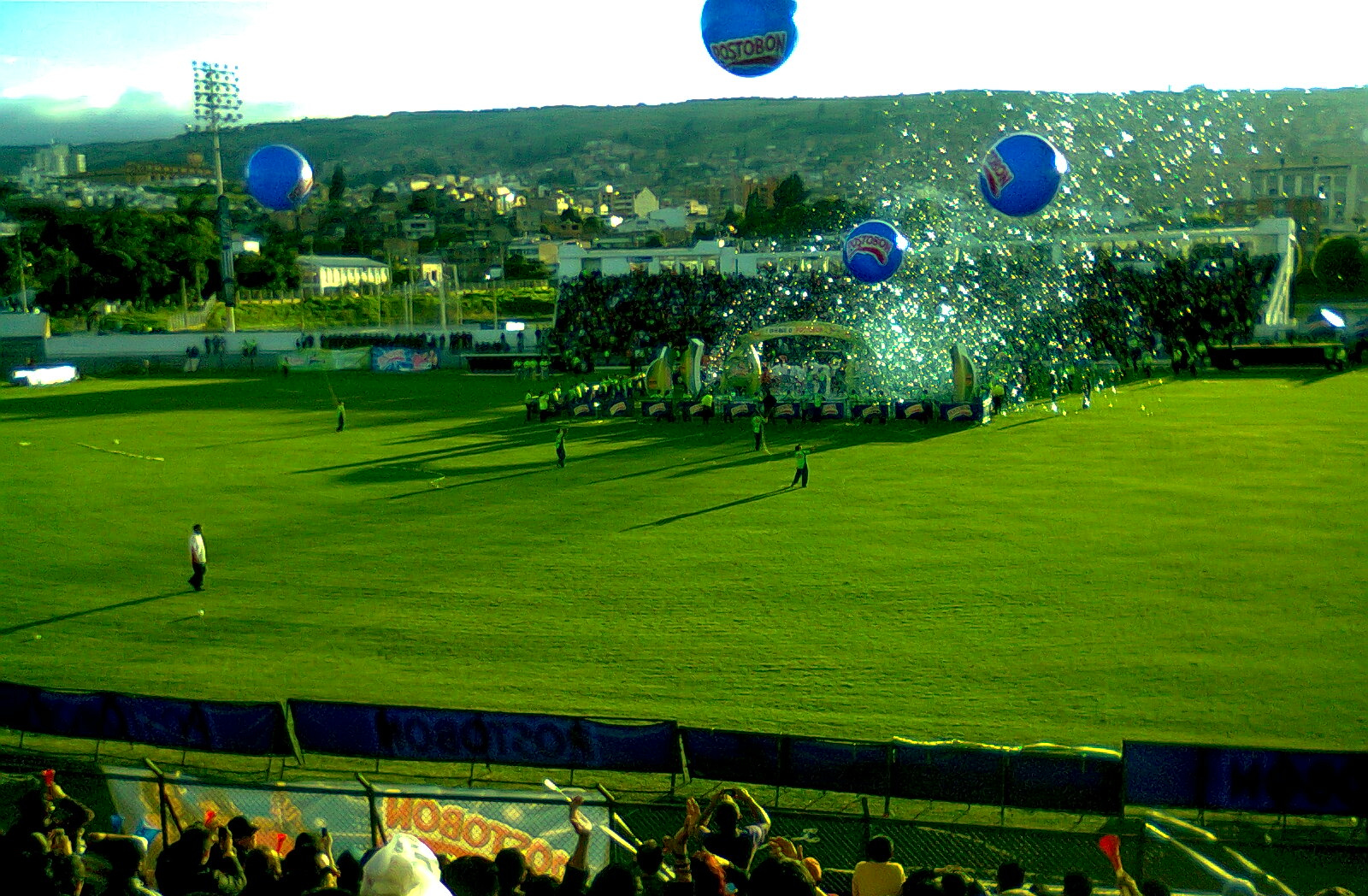
Patriotas celebra el título de apertura del torneo de 2011 en la Primera B.

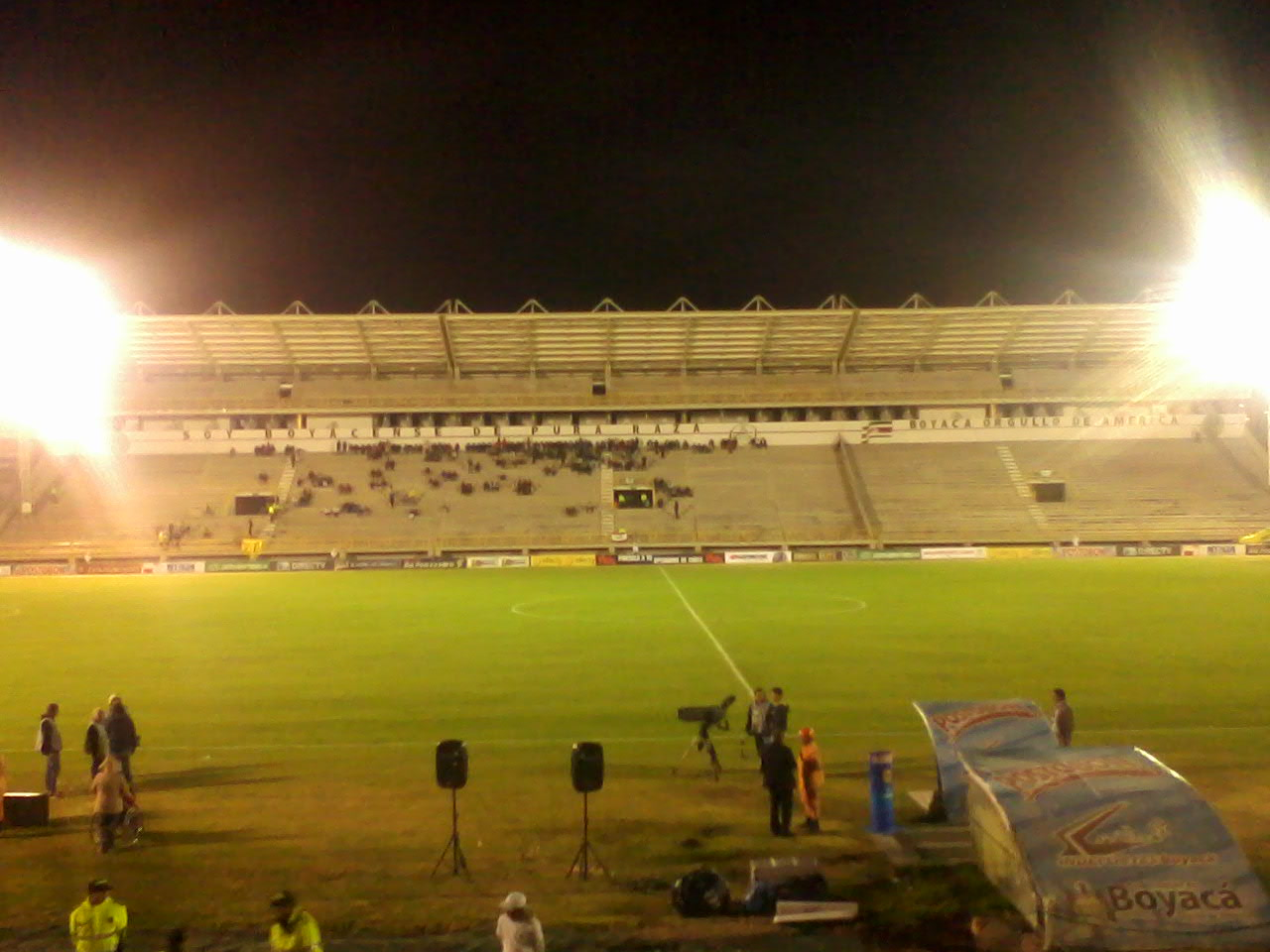
Estadio de la Independencia en un partido en 2014.

Luego de que el Boyacá Chicó quedara campeón, la Gobernación de Boyacá anunció la ampliación de la gradería oriental del estadio con motivo de la participación de Boyacá Chicó en la Copa Libertadores de 2009. Para que el Boyacá Chicó  pudiese disputar los partidos de la Copa Libertadores en la ciudad de Tunja,   la Gobernación de Boyacá junto a la Alcaldía de Tunja, hicieron entrega de la mitad de la tribuna del estadio algunos días antes del inicio del evento futbolístico, recibiendo el aval de la Confederación Sudamericana de Fútbol para que en el Estadio de La Independencia se pudiesen disputar partidos internacionales. En el año 2010 se propuso que albergará el primer juego de Independiente Santa Fe en la Copa Sudamericana de 2010,  pero al final se descartó la opción.
A comienzos del año 2011, se comenzó a poner el techo en la parte Oriental del estadio y al terminar esta tribuna la capacidad del estadio ascendió a 15.000 espectadores. Para el segundo semestre del 2011, se inician las labores para la construcción de la tribuna Norte lo que le permitirá a finales del año 2012 albergar a 22.000 espectadores.
El proyecto a futuro es completar las tribunas Sur y Occidental e instalar silletería en todas las tribunas, con lo que el estadio tendrá capacidad para 28.000 espectadores.
Durante el año 2017 se le instalaron 8279 sillas a las tribunas Oriental baja y Occidental lo que redujo la capacidad del estadio de 22.000 a 20.000, se pintaron las tribunas Norte y Sur y se mejoró en parte la iluminación debido a la participación de Patriotas en la Copa Sudamericana 2017 por la Tabla de Reclasificación de la temporada 2016 en  la Primera División. Gracias a estas remodelaciones el estadio actualmente es apto para recibir partidos internacionales y finales del fútbol profesional colombiano.
Desde las temporadas de 1993  al 2000  el estadio la independencia de Tunja fue la sede de local del equipo Lanceros Boyacá en la Categoría Primera B, Torneo de Ascenso o Segunda División, este equipo estuvo cerca de ascender a la Primera División en las temporadas 1995  y 1996-97. "Radamel Falcao García" jugó por primera vez para este equipo en este estadio el día 28 de agosto de 1999   frente al equipo Deportivo Pereira, y cuyo resultado fue un empate 2-2.
Desde la Temporada del  2003 el equipo Patriotas juega sus partidos de local en este estadio y desde la temporada del 2005 el equipo Boyacá Chicó juega sus partidos de local en este estadio. Desde 2012 ambos equipos juegan en la Primera A,a excepción de algunas temporadas debido a que el ajedrezado y el rojo han descendido a Segunda división.
También ha sido sede de local de los equipos bogotanos en partidos de Primera División como es el caso de  Millonarios en tres partidos uno en 1993 y dos en el Apertura 2006, y Santa fe también tres partidos uno en 1999 y en el Apertura 2005 y Finalización 2005, y también de Llaneros F.C en el segundo semestre de 2019 y 2020 en el torneo de Ascenso y la Copa Colombia.

## Otros usos
El estadio ha sido utilizado para eventos culturales y conciertos musicales, desfiles de colegios de la ciudad de Tunja y el Departamento de Boyacá. En este se han realizado eventos con fuegos artificiales a final de año y fiestas conmemorativas relacionadas con la ciudad de Tunja y el departamento de Boyacá.